# Cayo Trebio Máximo
Cayo o Gayo Trebio Máximo (en latín: Gaius Trebius Maximus) fue un senador romano que vivió a finales del siglo I y principios del siglo II, y desarrolló su cursus honorum bajo los reinados de Domiciano, Nerva, Trajano y Adriano.

## Carrera
El primer cargo conocido de Máximo fue el de gobernador en la provincia de Licia y Panfilia desde el año 115 hasta 117. Un diploma militar, fechado el 18 de noviembre de 122, demuestra que fue cónsul sufecto en el año 122 junto con Tito Calestrio Tirón Orbio Esperado. 

## Familia y descendencia
Era hermano de Lucio Trebio Germano cónsul sufecto alrededor del año 124, y padre de Gayo Trebio Sergiano, cónsul ordinario en el año 132.